# 阿科恩鎮區 (阿肯色州波爾克縣)
阿科恩鎮區（英語：Acorn Township）是位於美國阿肯色州波爾克縣的一個行政鎮區。

## 地方資料
阿科恩鎮區的面積為131.24平方千米，當中陸地面積為130.81平方千米，而水域面積為0.43平方千米。根據2010年美國人口普查的數據，當地共有人口1503人，而人口密度為每平方千米11.45人。